# Medicago polyceratia
Medicago polyceratia là một loài thực vật có hoa trong họ Đậu. Loài này được (L.) Trautv. miêu tả khoa học đầu tiên.